# Enceliinae
Enceliinae (Panero, 2005) è una sottotribù di piante spermatofite dicotiledoni appartenenti alla famiglia Asteraceae (sottofamiglia Asteroideae, tribù Heliantheae).

## Etimologia
Il nome della sottotribù deriva dal suo genere tipo (Encelia Adans.) che a sua volta deriva dal naturalista tedesco Christoph Entzelt (1517-1583) (nome latinizzato in Encelius o Christophorus Enzelius).

Il nome scientifico della sottotribù è stato definito per la prima volta dal botanico contemporaneo José L. Panero (1959-) nella pubblicazione "Phytologia; Designed to Expedite Botanical Publication. New York 87(1): 8" del 2005.

## Descrizione
Le specie di questa sottotribù hanno un habitus erbaceo con cicli biologici sia annuali che perenni; possono inoltre essere sia arbustive che alberi (raramente però).
Le foglie lungo il caule sono normalmente alternate; sono picciolate e qualche volta posso essudare delle sostanze resinose. La lamina della foglia è da lineare a ovata, qualche volta è del tipo laciniato.
Le infiorescenze sono composte da capolini radiati o discoidi sia terminali, che solitari o scaposi; possono essere raggruppati in formazioni panicolate o corimbose.  I capolini sono formati da un involucro composto da diverse squame (o brattee) al cui interno un ricettacolo fa da base ai fiori di due tipi: quelli esterni del raggio e quelli più interni del disco. Gli involucri possono essere a forma di spirale, oppure campanulati o emisferici. Le squame di dimensioni subuguali o (raramente) scalate, sono disposte su 2 - 5 serie; la consistenza è erbacea, raramente cartacea, talvolta essudano delle sostanze resinose. Il ricettacolo deciduo ha una forma da piatta a convessa ed è provvisto di pagliette a protezione della base dei fiori.
I fiori sono tetraciclici (a cinque verticilli: calice – corolla – androceo – gineceo) e pentameri (ogni verticillo ha 5 elementi). I fiori del raggio sono neutri o raramente femminili ma in questo caso sono sterili. I fiori del disco sono ermafroditi.
I tubi delle corolle dei fiori del raggio talvolta sono percorsi da due serie di tricomi che raramente raggiungono gli apici. Le corolle dei fiori del disco hanno 5 lobi, per lo più senza fibre con fasci vascolari; talvolta sono presenti dei tricomi ghiandolari sulla faccia abassiale dei lobi.
L'androceo è formato da 5 stami con filamenti liberi e antere gialle, marrone o nere, parzialmente saldate in un manicotto circondante lo stilo. Le appendici delle antere sono da lineari a ovate; qualche volta sono provviste di tricomi ghiandolari. Le cellule dell'endotecio sono arrotondate, raramente a forma quadrata con 1 - 3 collegamenti radiali.
Il gineceo ha un ovario uniloculare infero formato da due carpelli.. Lo stilo è unico e bifido nella parte apicale (con due stigmi); possiede inoltre due fasci vascolari. Le linee stigmatiche sono fuse. Gli apici sono da acuti ad fortemente acuti.
I frutti sono degli acheni con pappo. Gli acheni sono compressi, raramente di altre forme (ovati o oblunghi); la superficie è densamente sericea, raramente è glabra; possono essere presenti delle evidenti ali o delle strisce marginali sia sui bordi ma anche sul collo. Il pappo è formato da due snelle punte inframezzate (o no) da squamelle; raramente è assente e raramente le punte sono fuse in una corona circondante il collo dell'achenio.

## Distribuzione e habitat
La distribuzione di queste piante è soprattutto relativa al Messico e agli USA. Alcune specie si trovano in Canada e altre in Cile.

## Tassonomia
Questa sottotribù rappresenta una linea evolutiva isolata nell'ambito della tribù Heliantheae collocata tra la sottotribù Engelmanniinae e il clade formato dalle sottotribù Ambrosiinae, Chromolepidinae, Dugesiinae, Helianthinae, Spilanthinae, Zaluzaniinae e Zinniinae. La sottotribù condivide con le Helianthinae la sterilità dei fiori del raggio. In aggiunta gli acheni sono fortemente piatti e sericei e il ricettacolo possiede delle pagliette caduche (caratteristiche di pochi altri membri della tribù di appartenenza).

La sottotribù comprende 5 generi e circa 60 specie.

| Genere                                | N. specie     | Distribuzione                                                     |
| ------------------------------------- | ------------- | ----------------------------------------------------------------- |
| Encelia Adans., 1763                  | 20 spp.       | USA occidentali, Messico, Isole Galapagos, Perù e Cile            |
| Enceliopsis (A. Gray) A. Nelson, 1909 | 4 spp.        | USA occidentali                                                   |
| Flourensia DC., 1836                  | circa 33 spp. | USA occidentali                                                   |
| Geraea Torr. & A. Gray, 1846          | 2 spp.        | USA sud-occidentali, Messico nord-occidentale                     |
| Helianthella Torr. & A. Gray, 1842    | 8 spp.        | Canada (occidentale), USA (occidentale), Messico (settentrionale) |

Il numero cromosomico delle specie di questa sottotribù varia da 2n = 20 a 2n = 36.

Alcune checklist considerano la sottotribù Enceliinae sinonimo (e quindi inclusa) della sottotribù Ecliptinae Less.

### Chiave per i generi
Per meglio comprendere ed individuare i vari generi della sottotribù l'elenco seguente utilizza il sistema delle chiavi analitiche:
- Gruppo 1A: le piante hanno i capolini solitari e grandi con lunghi peduncoli afilli;

genere Enceliopsis.
- Gruppo 1B: piante di altro tipo;

- Gruppo 2A: l'habitus delle piante è arbustivo o formato da piccoli alberi;

- Gruppo 3A: gli acheni sono fortemente piatti con superficie glabra o sparsamente pubescente e margini cigliati; le foglie sono per lo più biancastre, ma mai resinose o glutinose; le corolle dei fiori del disco sono colorate di giallo o porpora, raramente sono bianche;

genere Encelia.
- Gruppo 3B: gli acheni sono biconvessi (non piatti) con una pubescenza sparsa o densa e senza margini cigliati; le foglie sono verdi, resinose, glutinose o membranose; le corolle dei fiori del disco sono colorate di giallo;

genere Flourensia.
- Gruppo 2B: l'habitus delle piante è erbaceo con cicli biologici annuali o perenni;

- Gruppo 4A: le squame sono copiosamente cigliate; gli acheni sono privi di bordi biancastri o giallo-paglierino; gli acheni all'apice sono dotati di una corona di setole fuse circondante il collo dell'achenio stesso;

genere Geraea.
- Gruppo 4B: le squame sono glabrescenti o variamente pubescenti, raramente sono cigliate; gli acheni sono provvisti di ali bianche/gialle (o giallo-paglierino) circondanti l'achenio; gli apici degli acheni sono privi di una corona circondante il collo dell'achenio stesso;

- Gruppo 5A: il pappo degli acheni è formato da due reste inframezzate da squamelle (queste ultime raramente sono assenti); gli acheni sono privi di margini cigliati;

genere Helianthella.
- Gruppo 5B: gli acheni sono privi di pappo oppure il pappo è formato da due reste senza squamelle; gli acheni sono provvisti di margini cigliati;

genere Encelia.

## Alcune specie

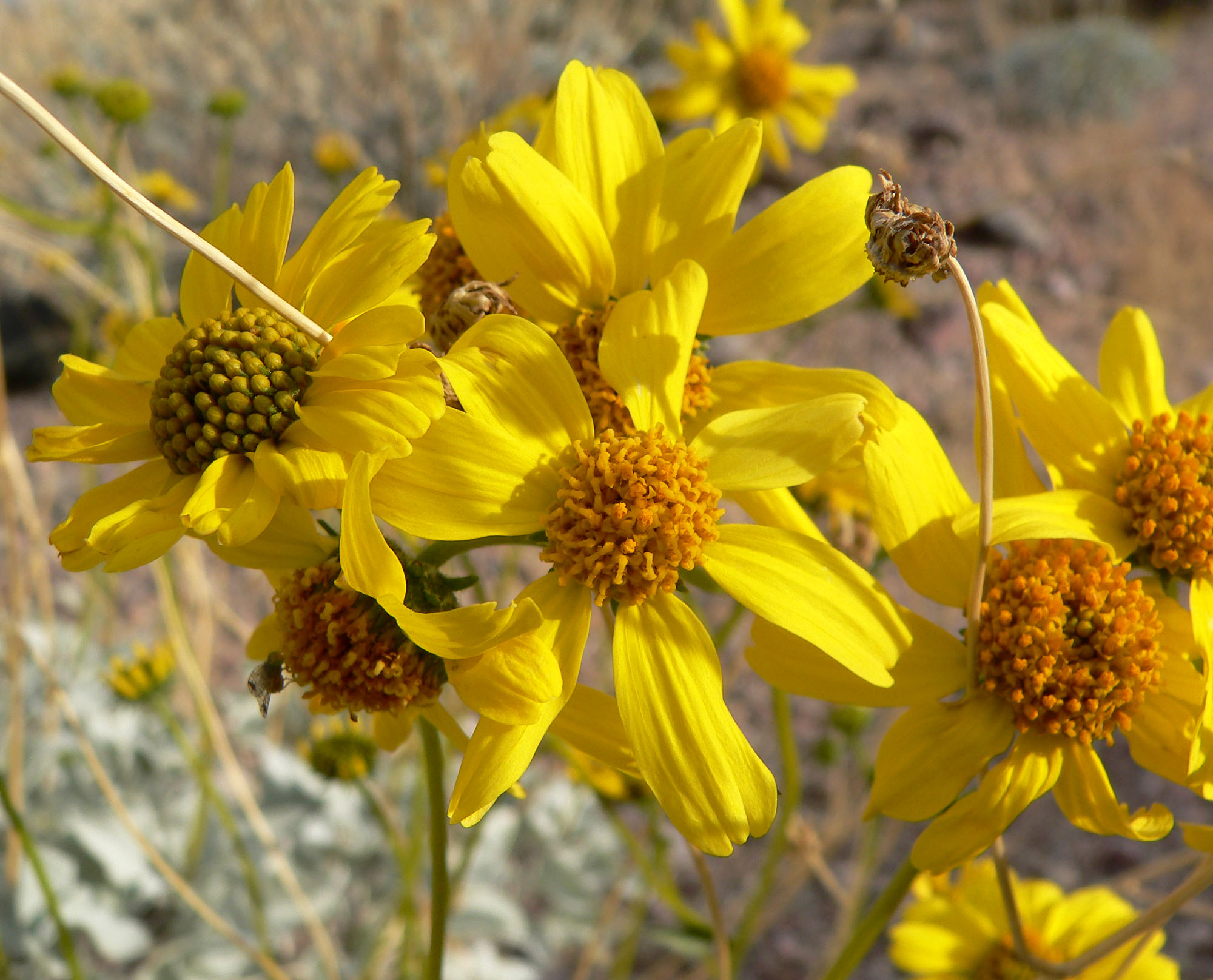
Encelia farinosa
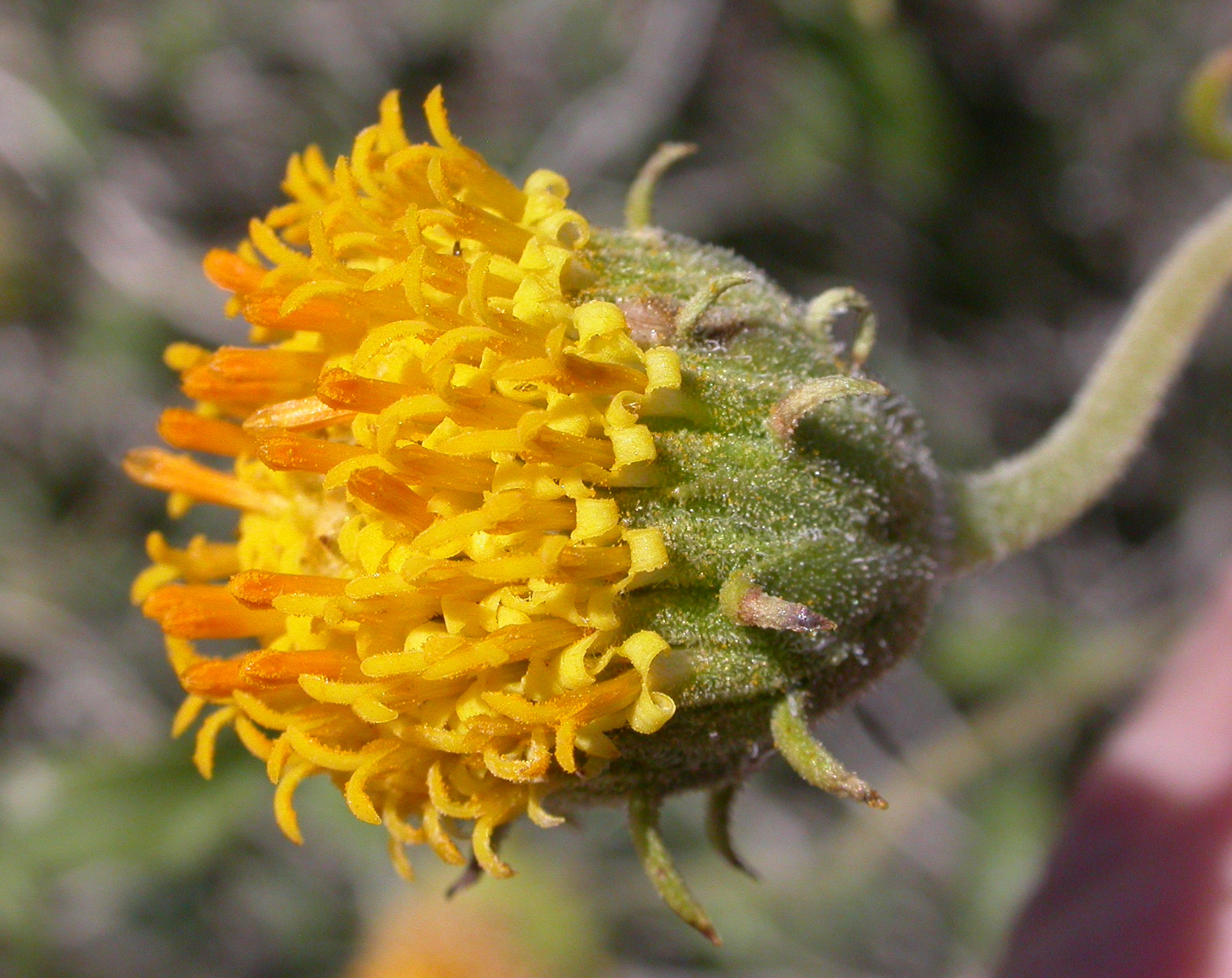
Encelia frutescens
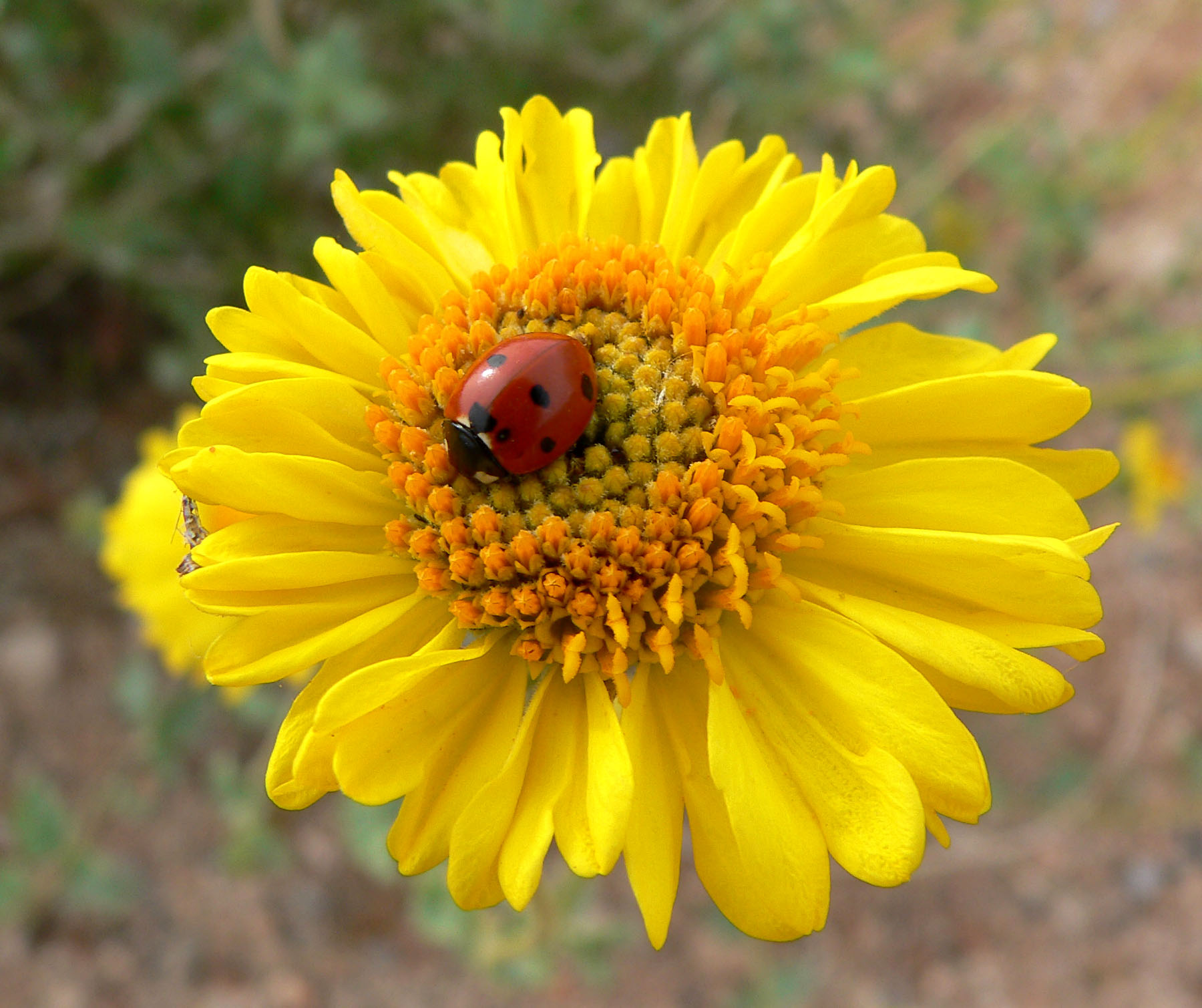
Encelia virginensis
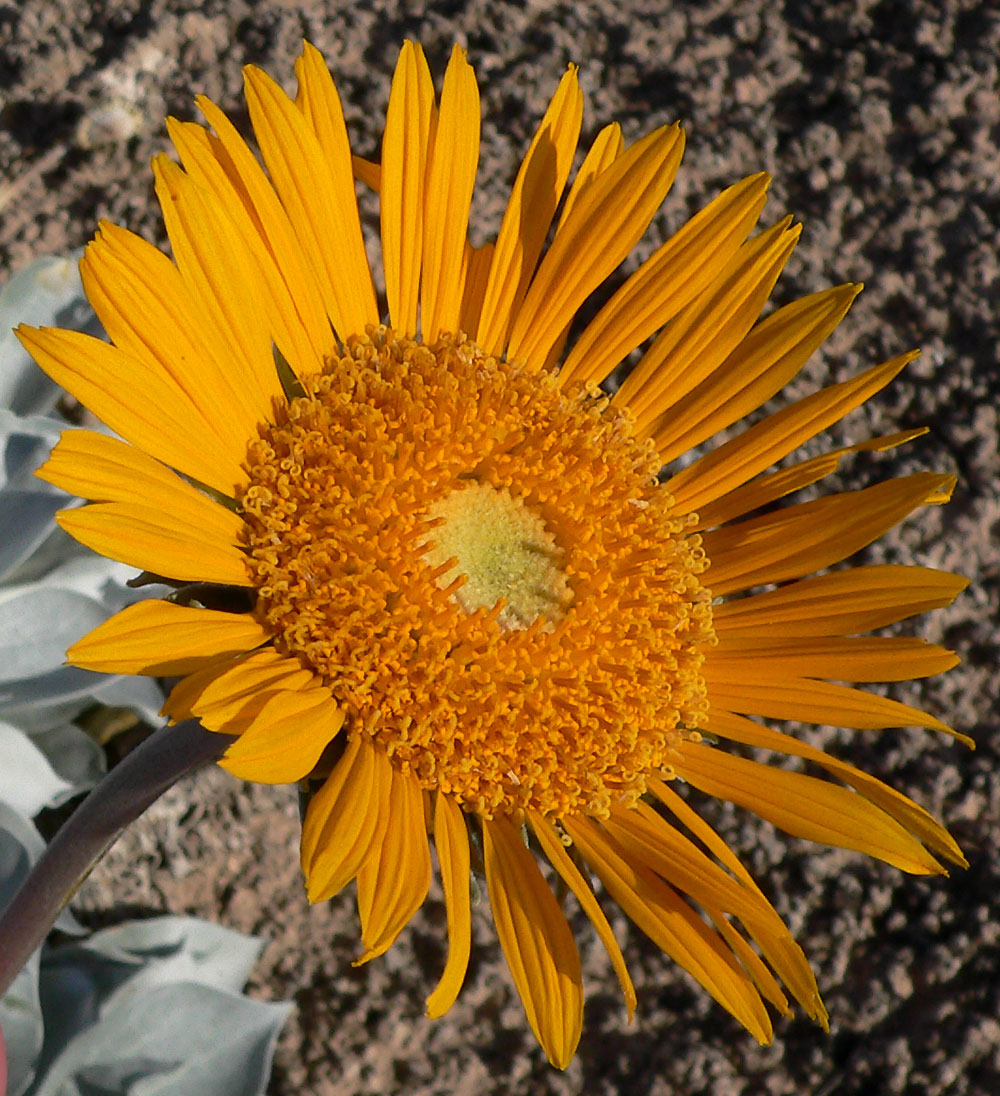
Enceliopsis argophylla
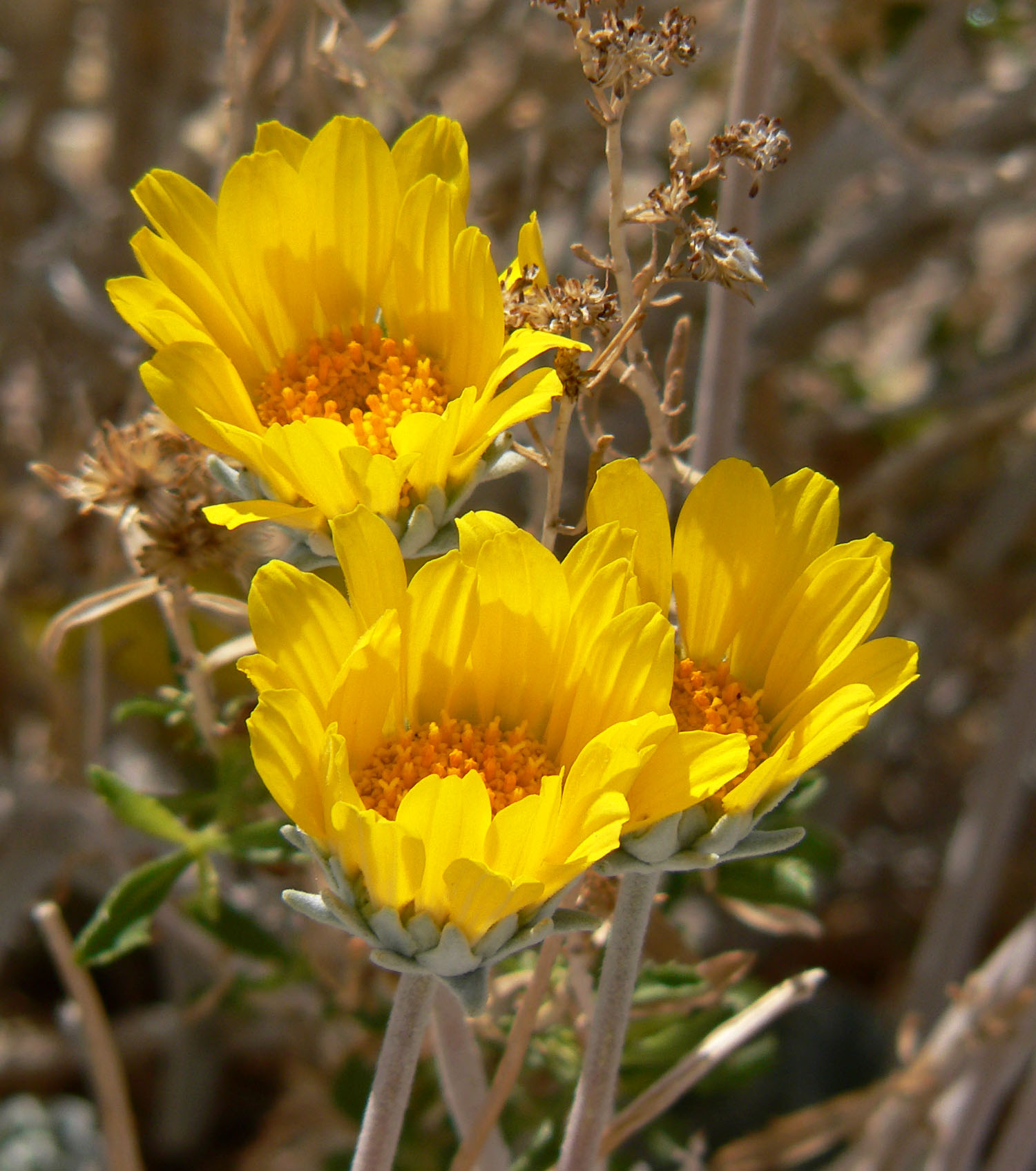
Enceliopsis nudicaulis
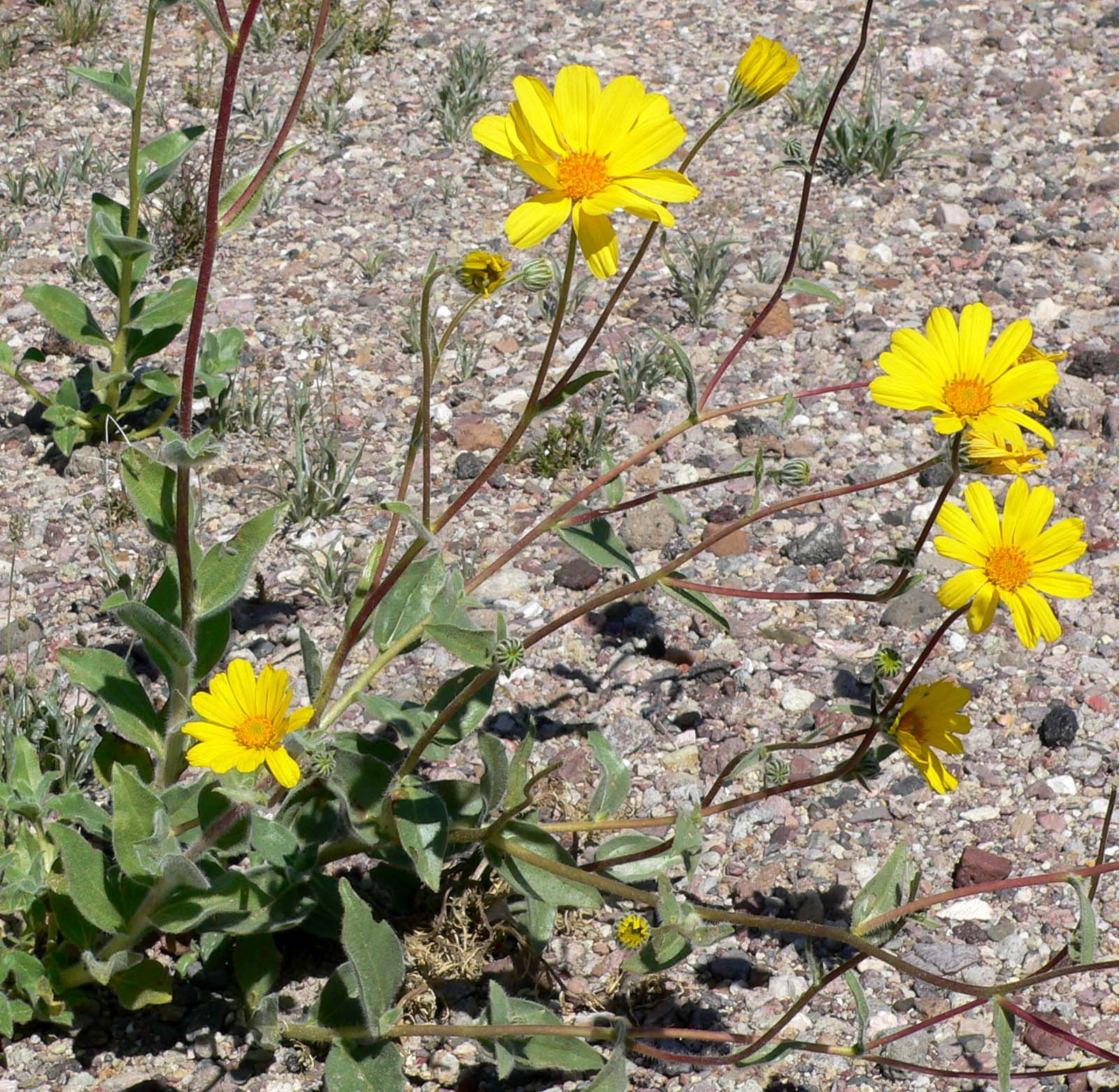
Geraea canescens
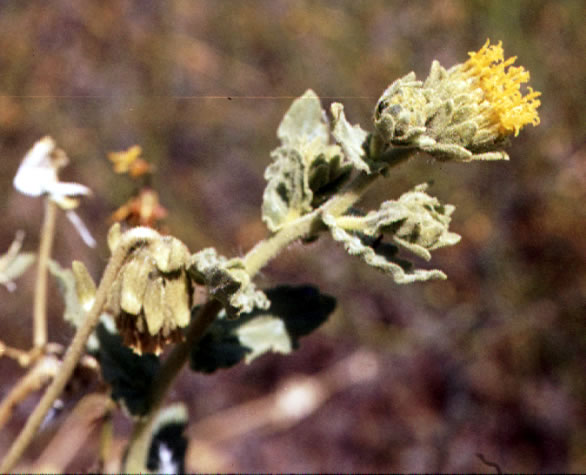
Geraea viscida
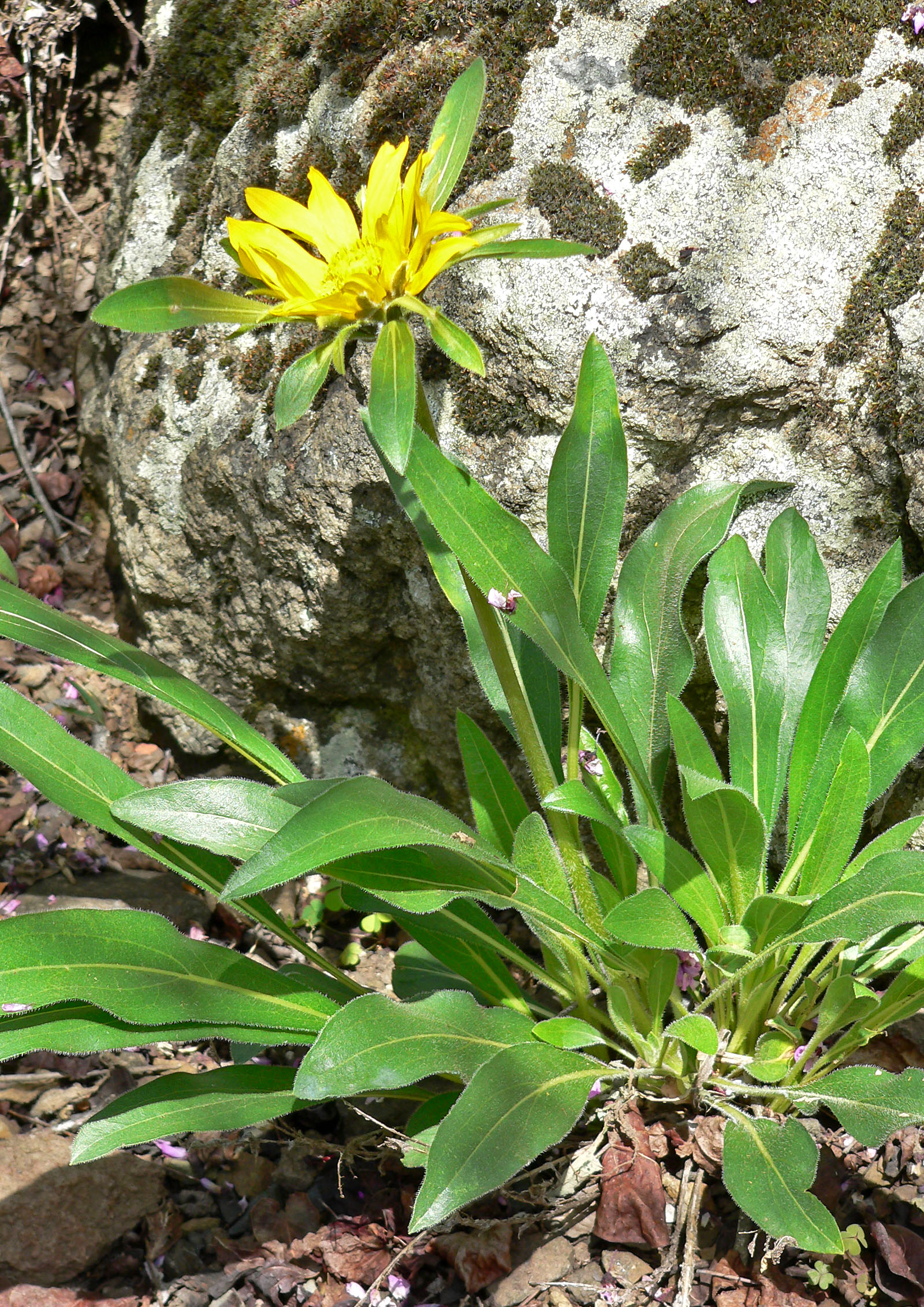
Helianthella castanea